# Mobile-Entertainment

Mobile-Entertainment (engl. für Unterhaltung auf Mobilgeräten) ist ein Teilbereich des Mobile-Content, der wiederum dem Geschäftsfeld des Mobile-Commerce zugeordnet wird.
Unter den Begriff Mobile Entertainment fallen alle über ein Mobilfunknetz vermittelte und auf zugehörigen Endgeräten ubiquitär abrufbare Inhalte, die ausschließlich oder hauptsächlich zu Unterhaltungszwecken dienen. Im Gegensatz zum stationären Internet werden diese Applikationen in aller Regel entgeltlich offeriert. Hierdurch konnten sich Geschäftsmodelle entwickeln, die schon heute teilweise erhebliche Erlösvolumina generieren. Die zugehörigen Angebote lassen sich in die folgenden Dienstkategorien differenzieren:
- Mobile-Audiodienste (z. B. Musikstreaming)
- Mobile-Spiele/Mobile Games (Handyspiele)
- Mobile-Videodienste (z. B. Videostreaming)
- Location Based Services bzw. Lokative Medien (mit Unterhaltungs-Bezug)
- Mobile-Glücksspiele und Sportwetten (Mobile Gambling, Mobile-Betting)

Angebote aus der Zeit klassischer Handys sind bzw. waren:
- Mobile-Logos (Handylogo)
- Klingeltöne
- DVB-H, Mobiles Fernsehen